# Хіджазька залізниця
32°37′47″ пн. ш. 36°06′13″ сх. д. / 32.6298° пн. ш. 36.1037° сх. д.
Хіджа́зька залізниця — залізниця, побудована Османською імперією у XX сторіччі.

## Історія
За планом залізниця мала з'єднати Дамаск і священне місто мусульман Мекку. Це значно полегшило б мусульманам всього світу скоєння хаджу. Крім того, будівництво залізниці полегшило б перекидання турецьких військ і зміцнило османський контроль над віддаленими арабськими провінціями, а також дало б імпульс до їх економічному розвитку. На півночі планувалося з'єднання з залізницею Стамбул-Багдад. Залізниця була вузькоколійною, з шириною колії 1050 мм. Довжина 1320 км. Найменший радіус кривих становив 150 м, найбільший ухил 18 ‰. Залізниця була названа Хіджазькою за регіоном Хіджаз.

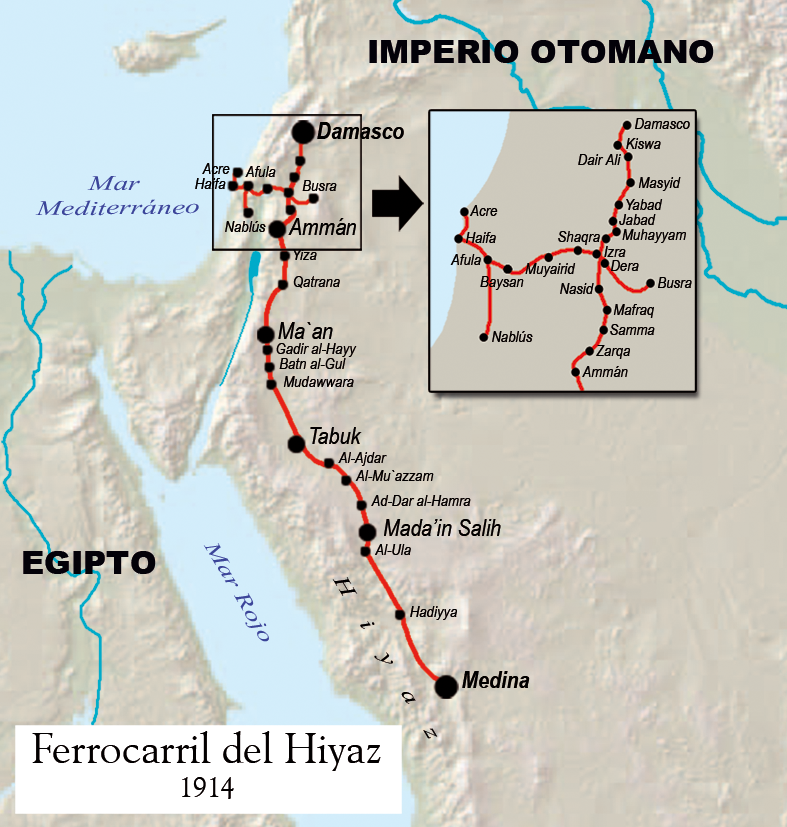
Мапа залізниці при Осма́нський імпе́рії. 1914 рік

Будівництво розпочалося в 1900. Роботи головним чином велися силами спеціальних залізничних батальйонів турецької армії, але залучалося і значна кількість вільнонайманих робочих. З початку будівництва армії доводилося охороняти споруджувану залізницю від нападів бедуїнів. Будівництво ускладнювалось важкими кліматичними умовами, нестачею води. Для постачання залізниці водою було вирито значна кількість артезіанських колодязів та влаштовані цистерни для збору в дощовий період. В 1908 залізниця було добудована до Медіни. Була також викуплена у приватної англійської компанії і приєднана як відгалуження залізниця Хайфа — Дару (150 км).
Під час Першої світової війни турки використовували залізницю за для перевезення військ і військових вантажів. Залізниця потерпала від диверсій арабських загонів під командуванням відомого британського розвідника Лоуренса Аравійського.
Після поразки центральних держав у війні й розпаду Османській імперії залізниця виявилася на території кількох нових незалежних держав, які не могли підтримувати її повністю в працездатному стані.
На початок ХХІ століття діють окремі дільниці залізниці: від Дамаску до Амману (не діє з 2006) і від фосфатних родовищ біля Маана до Акабської затоки.